# ソフィー・ジェルマン素数
ソフィー・ジェルマン素数（ソフィー・ジェルマンそすう、Sophie Germain prime）はフランスの数学者ソフィー・ジェルマンにちなんで名付けられた素数で、2p + 1 もまた素数であるような素数 p のことである。それに対し、2p + 1 のほうを安全素数 (safe prime) と呼ぶ。例えば 11 と 2 × 11 + 1 = 23 はともに素数であるので 11 はソフィー・ジェルマン素数、23 は安全素数である。ソフィー・ジェルマン素数が無数に存在するかどうかは分かっていない。最も小さいものは 2 である。
ソフィー・ジェルマン素数を 2 から小さい順に列記すると
2, 3, 5, 11, 23, 29, 41, 53, 83, 89, 113, 131, 173, 179, 191, 233, 239, 251, 281, 293, 359, 419, 431, 443, 491, 509, …（オンライン整数列大辞典の数列 A05384）
2 と 3 を除くソフィー・ジェルマン素数は 6n − 1 の形の素数である。また 2 と 5 を除くソフィー・ジェルマン素数の一の位は 1, 3, 9 のいずれかである。
2016年現在知られているものの中で最大のソフィー・ジェルマン素数は 2618163402417 × 21290000 − 1 であり、388342 桁の数である。
ソフィー・ジェルマン素数 p が p ≡ 3 (mod 4) を満たすとき 2p + 1 はメルセンヌ数 2p − 1 の約数となる。
ソフィー・ジェルマン素数かつ安全素数である素数は
5, 11, 23, 83, 179, 359, 719, 1019, 1439, 2039, 2063, 2459, 2819, 2903, 2963,…（オンライン整数列大辞典の数列 A59455）